# Súng ngắn Lebedev
Súng ngắn Lebedev (PL-14, PL-15, PL-15K) là loại súng ngắn tự động do Nga phát triển sử dụng cỡ đạn Parabellum 9 × 19 mm.

## Lược sử
Súng được thiết kế cho nhu cầu của các cơ quan chấp pháp Nga, súng thực hiện bởi một nhóm các nhà thiết kế Kalashnikov dưới sự lãnh đạo của kỹ sư thiết kế vũ khí thể thao Efim Khaidurov,Dmitry Lebedev, với sự tham gia của nhà vô địch bắn súng người Nga Andrei Kirisenko. PL-14 lần đầu tiên được giới thiệu tại Diễn đàn kỹ thuật quân sự quốc tế Army-2015 gần Moskva . Phiên bản nâng cấp của nó được định danh PL-15 và được giới thiệu một năm sau đó tại diễn đàn Army-2016. PL-15 được sửa đổi và phiên bản mini của nó với định danh PL-15K đã được giới thiệu tại diễn đàn Army-2017. PL-15 được thiết kế để sử dụng trong các lực lượng vũ trang và các cơ quan thực thi pháp luật để thay thế cho súng ngắn Makarov, cũng như một khẩu súng lục thể thao cho các cuộc thi bắn súng. Năm 2018, thông tin đáng tin cậy về việc tiến hành các cuộc kiểm tra nhà nước đã không được công bố, tuy nhiên, giám đốc điều hành của nhà máy Kalashnikov Izhevsk Alexander Gvozdik nói rằng nhà máy đã chuẩn bị các cơ sở sản xuất để bắt đầu sản xuất hàng loạt PL-15 và PL-15K từ năm 2019 .
Tại Triển lãm quốc tế về vũ khí và trang thiết bị quân sự IDEX 2019, được tổ chức từ ngày 17 đến 21 tháng 2 tại Abu Dhabi (Các tiểu vương quốc Ả Rập thống nhất), một bản sửa đổi thể thao của súng ngắn Lebedev đã được giới thiệu với định danh SP1. Nó chủ yếu dành cho các vận động viên - thành viên của Liên đoàn bắn súng quốc tế và bắn súng nghiệp dư. SP1 được trang bị các chốt mở có thể tháo rời của tiêu chuẩn Glock. Nguyên tắc nạp đạn tự động giống như của PL-15. Trọng lượng không băng đạn là 1,1 kg (loại bằng thép) hoặc 0,8 kg (loại bằng hợp kim nhôm), chiều dài tổng - 205 mm, chiều dài nòng súng - 112 mm.